# شیپانجو
شیپانجو(به کردی: شیپانەجۆ، Șîpaneco) روستایی از توابع بخش سرشیو شهرستان سقز است که در استان کردستان ایران قرار دارد.

## جمعیت
این روستا در دهستان ذوالفقار واقع شده و براساس سرشماری سال ۱۳۸۵، جمعیت آن ۱۸۶ نفر (۳۶ خانوار) بوده‌است.